# CASA C-295
CASA C-295 je dvoumotorový vojenský transportní letoun od španělského výrobce EADS-CASA. Stroje CASA C-295 se vyrábějí v několika variantách. Letoun dovede přepravit až 71 vybavených vojáků (či 49 výsadkářů) nebo tři lehká vozidla, například typu Land Rover. Vzdušné síly AČR obdržely 4 kusy typu C-295M, přičemž první letoun přistál v lednu 2010 na letišti Praha-Kbely.

## Verze

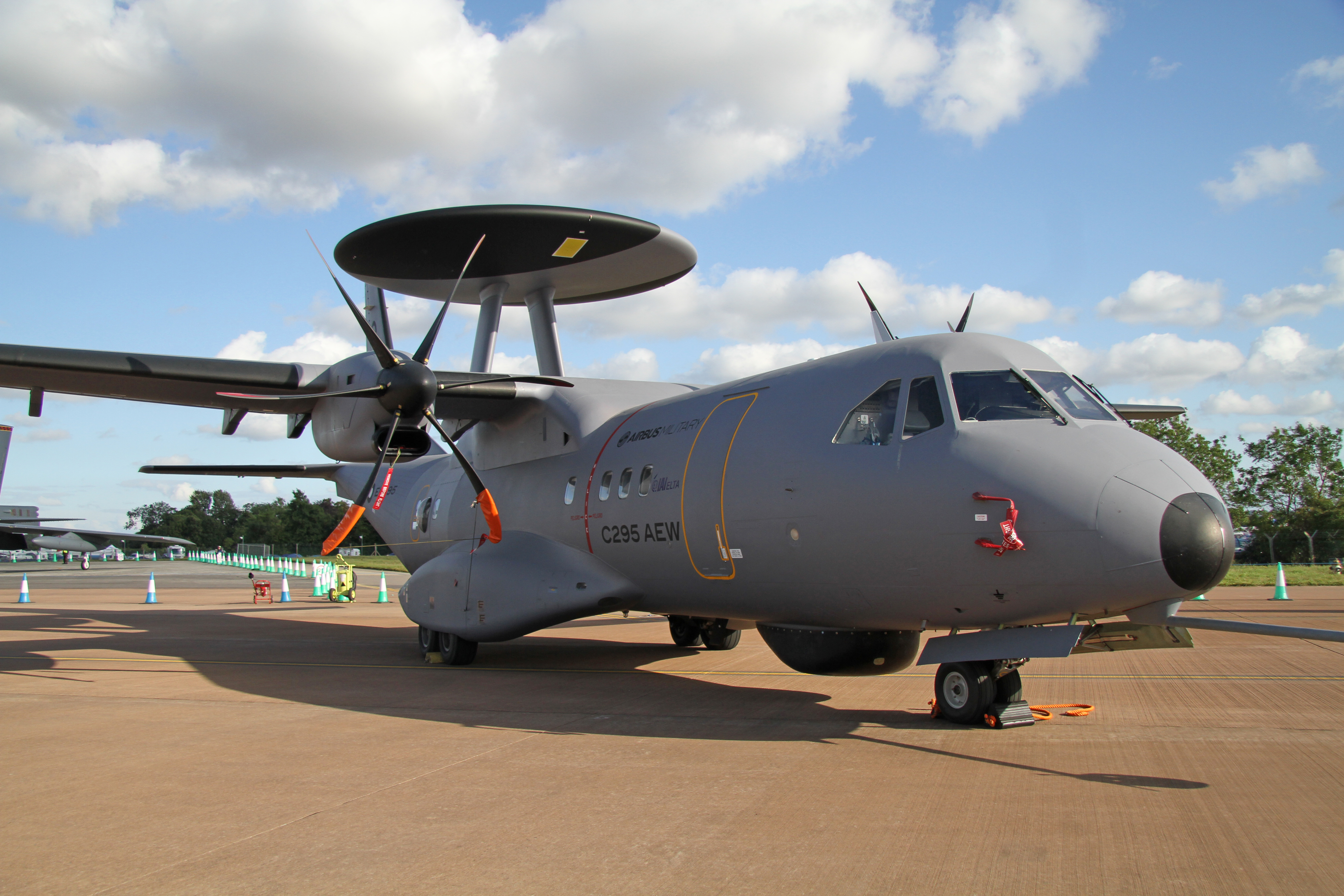
Prototyp C-295 AEW&C v roce 2011

C-295M
Vojenská transportní verze. V různých konfiguracích přepraví například 71 vojáků, 66 výsadkářů, 27 nosítek, pět palet o rozměru 2,24 × 2,74 m, nebo tři lehká vozidla.
NC-295/CN-295
Letouny vyráběné společností Indonesian Aerospace. Indonesian Aerospace vlastní licenci na stavbu strojů C-295 v Indonésii.[zdroj?]
C-295MPA/Persuader
Námořní hlídková/protiponorková verze. Disponuje šesti závěsníky pro výzbroj.
AEW&C
Prototyp verze AEW&C s kruhovým radarovým diskem. Radar typu AESA byly vyvinut společností Israel Aerospace Industries a je vybaven systémem IFF.
C-295W
V roce 2013 byla oznámena výroba verze se zvýšeným výkonem vybavená winglety a vylepšenými motory. Certifikace by měla proběhnout v roce 2014.

#### C-295MW
Vojenská verze modernizovaného letounu byla v roce 2021 dodána Armádě ČR v počtu 2 kusů. Použití mají jako taktické transportní letouny pro maximálně 66 cestujících nebo 46 výsadkářů nebo v humanitárních misích. Od předchodí verze C-295M se odlišuje na první pohled výraznými winglety na koncích křídla, avšak je vybaven vylepšenými motory Pratt and Whitney Canada PW 127G, které zvyšují nosnost letounu o 900 až 1000kg nákladu nebo paliva a zlepšují letové charakteristiky v horkém nebo vysokohorském prostředí. Díky nižšímu aerodynamickému odporu nových křídel rovněž poklesla spotřeba paliva o 3-4 procenta a zvýšil se dostup až na 9000 metrů (30 000ft). Nižší spotřeba při maximální zásobě paliva zvyšuje dolet letounu o 10% - 15%. Modernější oproti verzi M jsou také komunikační (satelitní i datové), navigační a avionické systémy stroje i systém plánování letu. Stávající 4 letouny provozované VzS AČR budou postupně modernizovány na standard MW mimo úprav křídel.

## Uživatelé
- Alžírsko
- Brazílie
- Brunej

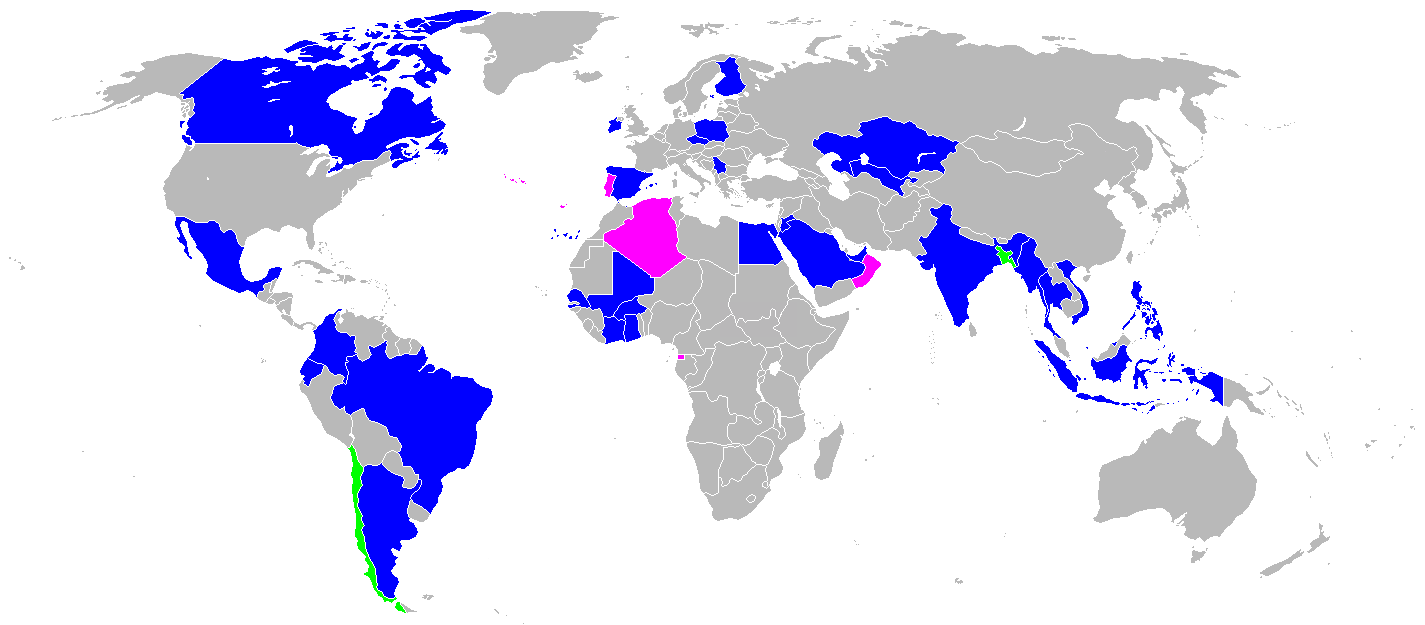
Uživatelé C-295:
Uživatelé C-295M.
Uživatelé C-295 Persuader.
Uživatelé obou verzí.

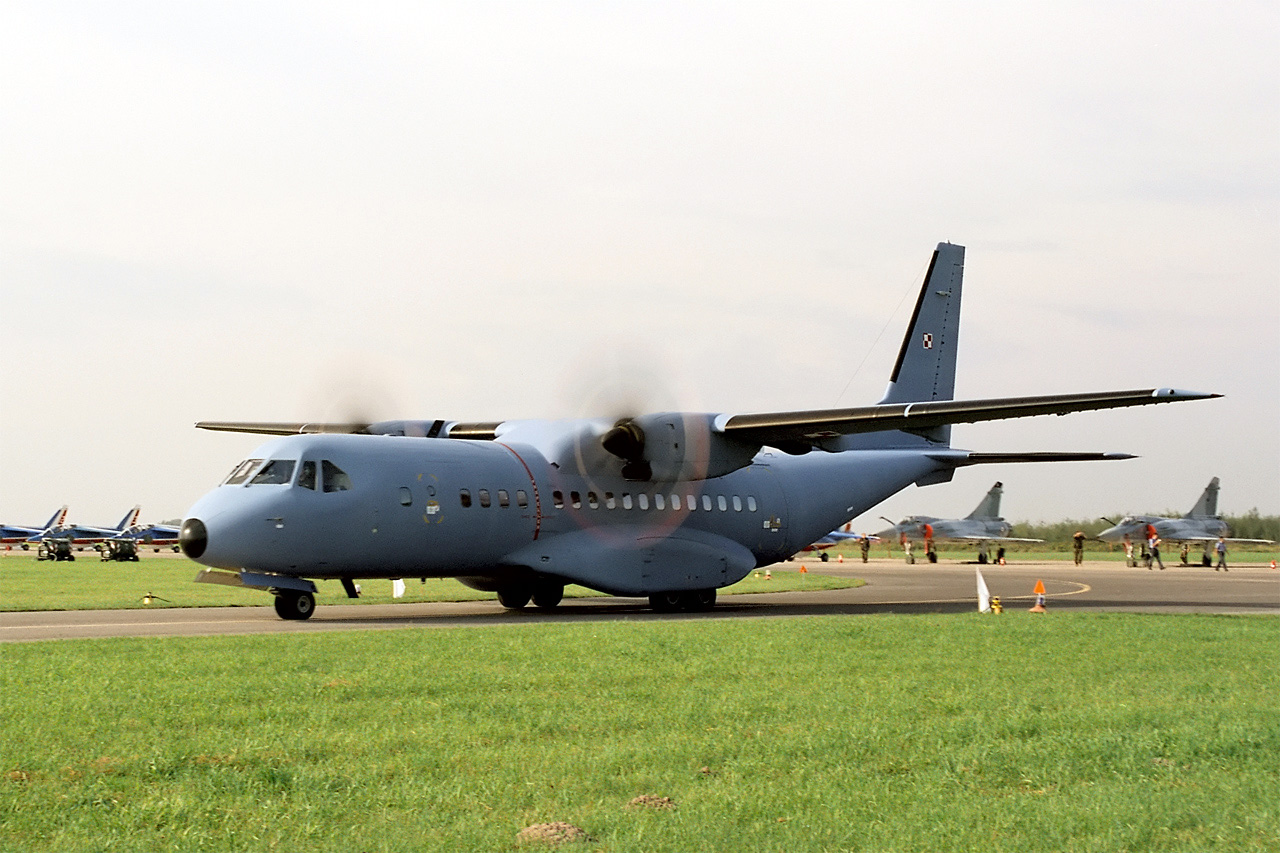
CASA C-295 polského letectva

  - Brunejské královské letectvo – V roce 2022 objednány čtyři letouny C-295MW. Dne 16. února 2024 letectvo převzalo první dva kusy.[6]
- Česko
  - Vzdušné síly AČR objednaly 4 letouny C-295M, které nahradily stejný počet strojů Antonov An-26, s termínem dodání v roce 2010. Letouny jsou umístěny na letišti Praha-Kbely.[7] Po ukončení služby letounů JAK-40 v roce 2020 doobjednány 2 kusy C-295MW, přičemž oba byly dodány v roce 2021 (první stroj do ČR přilétl 17.5.[8] a druhý 28.7.)[9]
- Egypt
- Filipíny
- Finsko
- Ghana
- Chile
- Indie
  - V roce 2021 objednáno 56 kusů ve verzi C-295MW [10]
- Indonésie
- Irsko
  - Roku 2019 objednány dva námořní hlídkové letouny C-295MPA, které nahradily letouny CASA CN235-100MPA, provozované od roku 1994. Druhý byl dodán roku 2023. Třetí objednaný C-295 bude sloužit pro vojenskou přepravu.[11]
- Jordánsko
- Kazachstán
- Kolumbie
- Mexiko
- Omán
- Polsko
  - Polské letectvo získalo 17 letounů C-295M. V roce 2008 byl jeden ztracen. Do roku 2033 bude sjednoceno avionické vybavení všech letounů.[12]
- Portugalsko
- Španělsko
  - Španělské letectvo získalo třináct transportních letounů C-295. V roce 2023 objednalo 6 námořních hlídkových letounů C-295MPA pro své námořnictvo a 10 námořních sledovacích letounů C-295MSA pro své letectvo. C-295MPA mimo jiné nahradí vyřazený španělský stroj P-3 Orion a C-295MSA zastoupí španělský stroj CN-235VIGMA.[13]
- Vietnam

## Letouny CASA v AČR

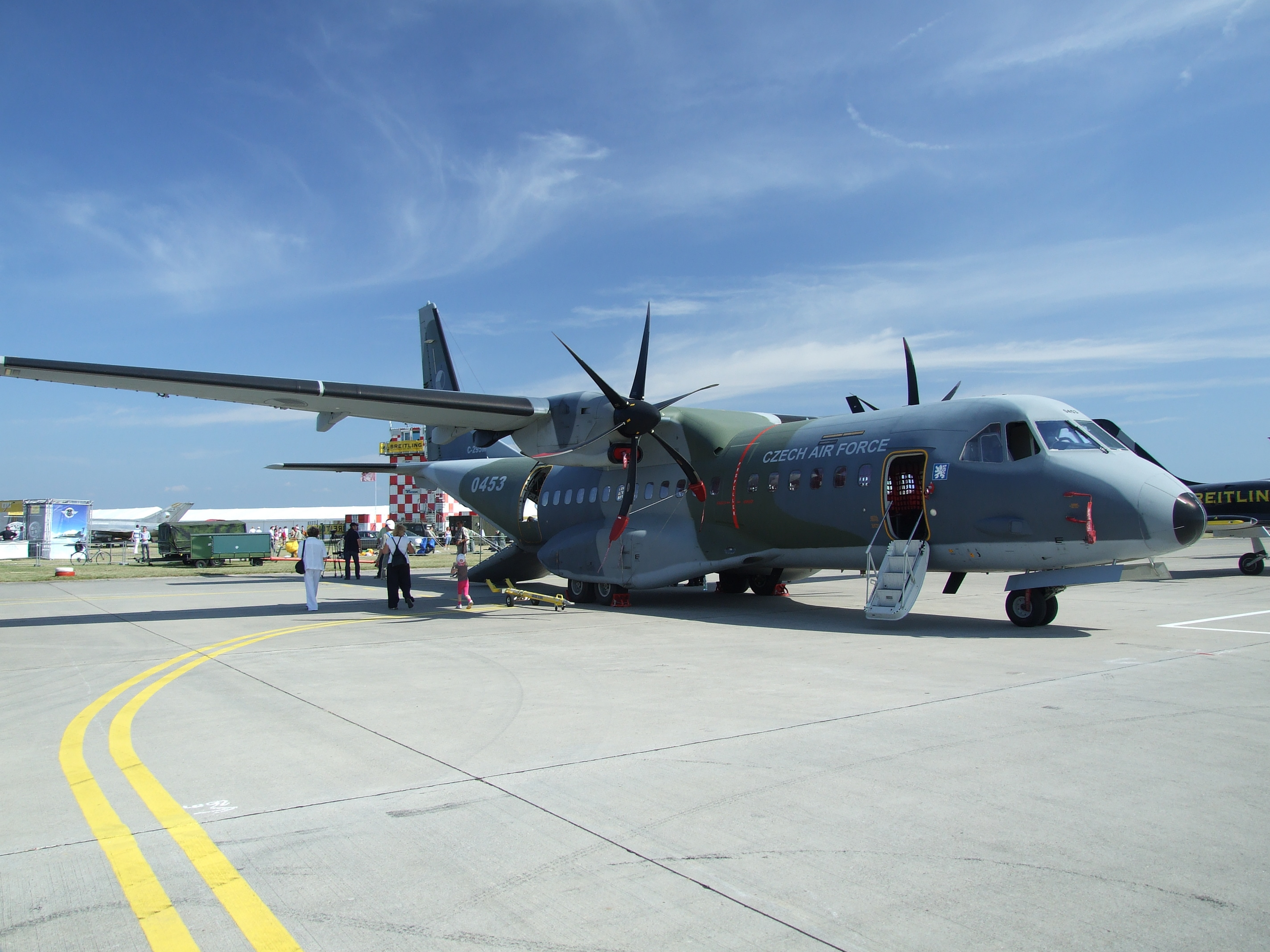
CASA C-295 vzdušných sil ČR na CIAFu 2011

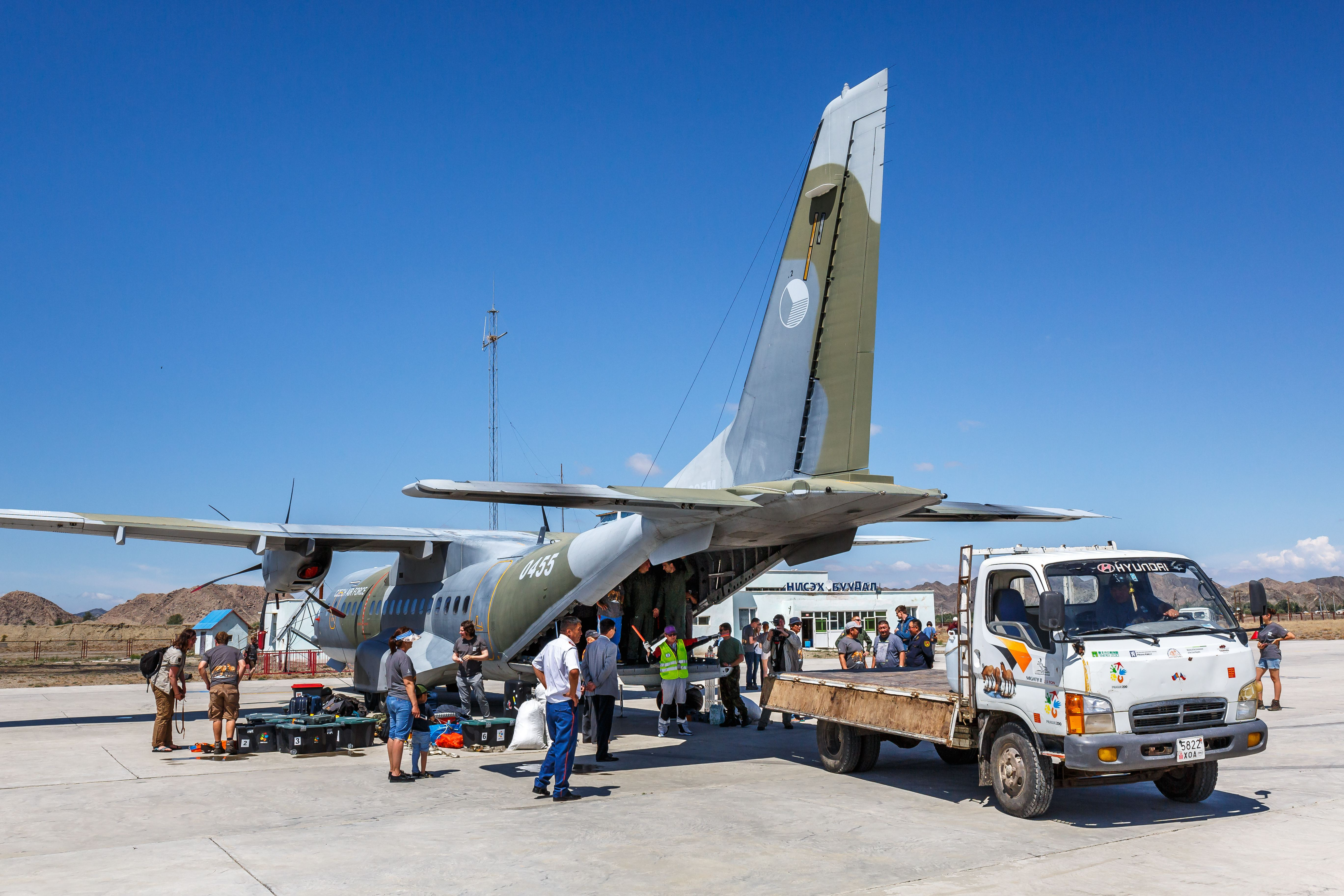
Armádní letoun CASA 0455 během akce Návrat divokých koní

V dubnu roku 2009 schválila vláda Mirka Topolánka nákup čtyř letounů C-295M Casa, které měly nahradit dosluhující stroje Antonov An-26. Za letouny a logistiku měla ČR zaplatit 3,5 miliardy korun a přidat pět nepotřebných bitevníků L-159. Již od počátku panovaly kolem této transakce pochybnosti. V interní zprávě Armády ČR se např. cituje, že „pořízení čtyř letounů C-295M v rámci barterového obchodu, tedy výměnou nadbytečných letounů L-159 Alca (v poměru 1:2–3), není pro transportní letectvo AČR vhodným řešením.“ Ve zprávě se rovněž hovoří, že letoun nesplňuje požadavky vyspecifikované Armádou České republiky (AČR), a to zejména v požadované přepravní kapacitě a doletu. Transakce o nákupu strojů byla podepsána 7. května 2009, tedy den před ukončením činnosti Topolánkovy vlády. V lednu 2010 uvedl časopis Týden, že cena letadel CASA by měla být kvůli dodávkám náhradních dílů a dalšího vybavení vyšší zhruba o jednu miliardu korun.
V květnu roku 2010 zažalovala Evropská komise Českou republiku u soudního dvora Evropské unie z důvodu nedodržení předpisů EU o hospodářské soutěži, protože vláda nevyhlásila na nákup strojů CASA řádné výběrové řízení. Okolnosti nákupu strojů začala vyšetřovat protikorupční policie i Úřad pro ochranu hospodářské soutěže. V říjnu Ministerstvo obrany ČR přiznalo zbrojařské firmě Omnipol za tříletý servis letounů CASA marži 69,5 milionu korun.
8. února 2011 Armáda ČR informovala, že letadlo CASA se 3. února při cvičném letu propadlo o několik desítek metrů, a proto až do vyšetření události nemohou letadla tohoto typu létat. Deník Právo 1. dubna 2011 uvedl, že AČR bude muset odložit vyslání nových letadel do Afghánistánu, neboť systém ochrany proti raketám neprošel zkouškami. Náčelník generálního štábu armády Vlastimil Picek nařídil odstranit nedostatky do 30. dubna. 4. května 2011 armáda z důvodu závady na avionice opět zastavila jejich provoz. Ten byl u tří ze čtyř letounů povolen až 18. května. Ministerstvo obrany ČR dalo firmě Omnipol lhůtu na odstranění závad do poloviny června.
14. června přepravil jeden z letounů čtyři koně Převalského do Mongolska. Stalo se tak v rámci ochranářského projektu Zoo Praha s názvem Návrat divokých koní. Spolupráce zoo a Armády České republiky pokračovala i v dalších letech, a tak byly letouny CASA v průběhu let 2011 až 2019 do Mongolska přepraveno 34 koní Převalského.
20. června 2011 uvedl časopis Euro, že ÚOHS dokončil prověrku nákupu strojů, kterou oznámí do 14 dnů. Jelikož závady na letadlech nebyly odstraněny do dalšího termínu 31. července, oznámilo 1. srpna Ministerstvo obrany ČR, že vůči Omnipolu uplatní sankce plynoucí ze smlouvy. Dne 3. srpna napsaly Lidové noviny, že letouny CASA dodané Česku byly dvakrát dražší, než tytéž stroje dodané Portugalsku. Téhož dne uvedl internetový server apuen.cz, že do ceny letounu je třeba započíst i stroje L-159, které byly dodány Španělsku protihodnotou a za které zaplatila AČR Aeru Vodochody zhruba částku 2,5 miliardy Kč.
V červenci 2012 bylo ministerstvem obrany oznámeno, že systém pasivní ochrany proti raketám na letounech CASA C-295M české armády nesplnil vojskové zkoušky. Systém nevyhověl v 7 ze 17 prověřovaných oblastí. Stejný systém už vojskovými zkouškami neprošel rok před tím, a proto nemohou letadla být vyslána do mise v Afghánistánu.
Tyto základní požadované parametry letoun stále nesplňoval ani koncem roku 2012. Teprve 15. července 2013 oznámil ministr obrany Vlastimil Picek, že systém ochrany letounů před raketami úspěšně prošel opakovanými zkouškami a že letouny "mohou být využívány pro naše potřeby v případném nasazení v zahraničních operacích nebo nebezpečných prostorech".

### Policejní vyšetřování
V červnu 2012 policie dospěla k závěru, že bývalá ministryně Vlasta Parkanová je podezřelá z nezákonného jednání v souvislosti s nákupem letounů. Detektivové protikorupční služby chtějí Parkanovou obvinit ze zneužití pravomoci úřední osoby a porušení povinnosti při správě cizího majetku. 13. června 2012 požádali sněmovnu, aby poslankyně TOP 09 byla vydána k trestnímu stíhání. Policie chce stíhat Parkanovou údajně kvůli tomu, že nenechala udělat znalecký posudek k ověření ceny letounů. Tím měla stát připravit o 658 milionů korun, což je rozdíl mezi kupní cenou a později dopracovaným znaleckým odhadem. Druhým obviněným v kauze je bývalý šéf sekce vyzbrojování ministerstva obrany Jiří Staněk.

## Specifikace (C-295M)

### Technické údaje
- Posádka: 3
- Kapacita: 71 vojáků
- Užitečné zatížení: 9 250 kg
- Délka: 24,5 m
- Rozpětí: 25,81 m
- Výška: 8,6 m
- Nosná plocha: 59 m²
- Maximální vzletová hmotnost: 23 200 kg
- Pohonná jednotka: 2× turbovrtulový motor PW127G, každý o výkonu 2 177 kW (2 920 hp), šestilisté vrtule Hamilton Standard 586-F

### Výkony
- Maximální rychlost: 576 km/h
- Cestovní rychlost: 480 km/h
- Dolet: 4 300 km
- Dolet s max. zátěží: 1 333 km
- Přeletový dolet: 5 220 km
- Dostup: 7 620 m